# Філіппо Марія Герардескі
Філіппо Марія Герардескі (італ. Filippo Maria Gherardeschi; 1738 рік, Пістоя, велике герцогство Тоскана — 1808 рік, Піза, Французька імперія) — італійський композитор.

## Біографія
Філіппо Марія Герардескі народився у 1738 році в Пістої, у великому герцогстві Тоскана. Він походив з роду потомствених музикантів. Початкову музичну освіту отримав в рідному місті у маестро Бозамеллі, капельмейстера кафедрального собору. У 1756 році переїхав до Болоньї, де завершив навчання під керівництвом падре Джованні Баттіста Мартіні. У 1761 році отримав звання академіка, ставши членом престижної Академії Філармонік в Болоньї.
У тому ж році отримав місце органіста в кафедральному соборі Ліворно. У 1763 році він став капельмейстером в кафедральному соборі Вольтерра, але в тому ж році перейшов на місце органіста в кафедральному соборі Пізи.
В цей час Філіппо Марія Герардескі написав першу оперу «Закоханий ремісник» (італ. L'amore artigiano) на лібрето Карло Ґольдоні, прем'єра якої відбулася в Театро-дель-Джильйо в Лукка в 1763 році. Композитор, не залишаючи роботи в церкві, продовжив писати опери, які ставились на сцені театру Константи в Пізі. Їм були написані опери в 1764 році «Цікавість карається» (італ. Il curioso indiscreto), в 1765 році «Мрійники» (італ. I visionari), в 1766 році «Графінька» (італ. La contessina). Деякий час служив капельмейстером в кафедральному соборі Пістої. У 1766 році отримав місце капельмейстера в Пізі в церкві при монастирі лицарів святого Стефана.
У 1768 року Філіппо Марія Герардескі був запрошений до двору П'єтро Леопольдо, великого герцога Тоскани. Йому було довірено музичну освіту дітей великого герцога. З педагогічною діяльністю музикант поєднував діяльність концертну. У 1767 році на сцені театру Сан-Мойзе у Венеції відбулася прем'єра його нової опери «Щаслива хитрість» (італ. L'astuzia felice), а слідом в 1796 році на сцені театру Константи в Пізі опери «Горбані» (італ. I gobbi) і «Критична ніч» (італ. La notte critica).
З 1790 року перебував на службі при дворі Фердінандо III, великого герцога Тоскани. У 1801 році став придворним музикантом Лодовіко I Бурбон-Пармского, короля Етрурії, на смерть якого в 1803 році склав «Реквієм» (італ. Messa da requiem), що став одним з найзначніших творів композитора.
Філіппо Марія Герардескі помер в 1808 році в Пізі, яка входила в той час до складу Французької імперії.

## Творча спадщина
Великий шанувальник Йоганна Себастьяна Баха, Філіппо Марія Герардескі писав, головним чином, духовну музику. Він написав щонайменше 26 мес, гімнів, псалмів та інших церковних музичних творів. Його оперна спадщина становить сім робіт, поставлених ще за життя автора, здебільшого в театрах Тоскани.